# أوليسس ريفاس
أوليسس ريفاس (بالإسبانية: Ulises Rivas)‏ هو لاعب كرة قدم مكسيكي في مركز الوسط، ولد في 25 يناير 1996 في توريون في المكسيك. شارك مع منتخب المكسيك تحت 17 سنة لكرة القدم. أما مع النوادي، فقد لعب مع سانتوس لاغونا.

## وصلات خارجية
- أوليسس ريفاس على موقع الاتحاد الدولي (مؤرشف)  (الإنجليزية)
- أوليسس ريفاس على موقع قاعدة بيانات كرة القدم.إي يو (الإنجليزية)
- أوليسس ريفاس على موقع Soccerway.com (الإنجليزية)
- أوليسس ريفاس على موقع AS.com (الإسبانية)